# 亞斯納濟爾卡
50°51′24″N 31°37′58″E / 50.85667°N 31.63278°E
亞斯納濟爾卡（烏克蘭語：Ясна Зірка），是烏克蘭北部的村莊，隸屬切爾尼希夫州的尼任區。該村始建於1939年，面積0.04平方公里，海拔高度133米，2001年人口309，人口密度每平方公里7,357.1人。